# كابوشفار
كابوشفار (بالإنجليزية: Kaposvár)‏ هي بلدة تتمتع بحقوق مقاطعة هنغاريا، تتبع Kaposvár District ‏، هي عاصمة Kaposvár District ‏، بلغ عدد سكانها 65337  نسمة، في 1 يناير 2013، تبلغ مساحتها 11360 هكتار، رمزها البريدي هو 7400.

## الموقع
تشترك في الحدود مع:
- Taszár [الإنجليزية]‏
- Kaposszerdahely [الإنجليزية]‏
- Sántos [الإنجليزية]‏
- Kaposújlak [الإنجليزية]‏.

## مدن توأم
المدن التوأم:
- موستار
- ميركورا تشيوك
- راوما
- سكيو.

## أعلام
- بيلا كيرالي
- إيمري ناج
- زولتان تشيبور
- موريتز كابوزيس
- إشتيفان أفار
- جينو كارولي
- جيزا ناجي